# Denisa Allertová
Denisa Šátralová, nata Denisa Allertová (Praga, 7 marzo 1993), è un'ex tennista ceca.

## Biografia
Denisa Allertovà è nipote della tennista Blanka Politzerova.
Ha vinto 10 titoli in singolare e 2 titoli nel doppio nel circuito ITF durante la sua carriera.
Al Guangzhou International Women's Open 2015 di Canton ha raggiunto la sua prima finale in carriera, perdendo contro Jelena Janković con il punteggio di 2-6, 0-6. Durante il suo cammino, ha sconfitto la numero 2 del mondo Simona Halep e l'ex numero 5 del mondo Sara Errani, entrambe in due set.
Il 21 marzo 2016 ha raggiunto il suo miglior piazzamento mondiale nel singolo (nr. 55); il 1º agosto 2016 ha raggiunto la massima posizione (nr 291) nel ranking mondiale di doppio.
Sempre nel 2015 ha fatto l'esordio con la squadra ceca di Fed Cup giocando, e vincendo, il match di doppio contro il Canada insieme a Lucie Hradecká.

## Vita privata
Nel 2019 ha sposato il tennista suo connazionale Jan Satral.

## Statistiche WTA

### Singolare

#### Sconfitte (1)
| Legenda               |
| --------------------- |
| Grande Slam (0)       |
| Argenti Olimpici (0)  |
| WTA Finals (0)        |
| Premier Mandatory (0) |
| Premier 5 (0)         |
| Premier (0)           |
| International (1)     |

| N. | Data              | Torneo                                       | Superficie | Avversario in finale | Punteggio |
| 1. | 26 settembre 2015 | Guangzhou International Women's Open, Canton | Cemento    | Jelena Janković      | 2-6, 0-6  |

## Statistiche ITF

### Singolare

#### Vittorie (10)
| Torneo $100.000 (0) |
| Torneo $80.000 (0)  |
| Torneo $75.000 (0)  |
| Torneo $60.000 (1)  |
| Torneo $50.000 (1)  |
| Torneo $25.000 (4)  |
| Torneo $15.000 (0)  |
| Torneo $10.000 (4)  |

| N.  | Data             | Torneo                                    | Superficie  | Avversario in finale | Punteggio        |
| 1.  | 9 dicembre 2012  | GD Tennis Academy, Adalia                 | Terra rossa | Natalija Kostić      | 5-7, 7-5, 6-1    |
| 2.  | 20 gennaio 2013  | Jolie Ville Golf Women's, Sharm El Sheikh | Cemento     | Eugeniya Pashkova    | 6-2, 4-6, 7-6(1) |
| 3.  | 23 marzo 2014    | Tennis Organisation, Adalia               | Cemento     | Barbora Krejčíková   | 6-3, 6-2         |
| 4.  | 30 marzo 2014    | Tennis Organisation, Adalia               | Cemento     | Bibiane Weijers      | 6-4, 6-3         |
| 5.  | 27 aprile 2014   | Lale Cup, Istanbul                        | Cemento     | Julija Bejhel'zymer  | 6-2, 6-3         |
| 6.  | 15 giugno 2014   | Hungarian Open, Budapest                  | Terra rossa | Adrijana Lekaj       | 7-6(6), 7-6(3)   |
| 7.  | 29 giugno 2014   | Siofok Open, Siófok                       | Terra rossa | Martina Borecka      | 6-2, 6-3         |
| 8.  | 3 agosto 2014    | Plzeň Cup, Plzeň                          | Terra rossa | Anastasyja Vasyl'eva | 6-1, 6-1         |
| 9.  | 7 settembre 2014 | TEAN International, Alphen aan den Rijn   | Terra rossa | Teliana Pereira      | 6-3, rit.        |
| 10. | 6 marzo 2017     | Zhuhai Open, Zhuhai                       | Cemento     | Zheng Saisai         | 6–3, 2–6, 6–4    |

#### Sconfitte (7)
| Torneo $100.000 (0) |
| Torneo $80.000 (0)  |
| Torneo $75.000 (1)  |
| Torneo $60.000 (2)  |
| Torneo $50.000 (1)  |
| Torneo $25.000 (2)  |
| Torneo $15.000 (0)  |
| Torneo $10.000 (1)  |

| N. | Data             | Torneo                           | Superficie  | Avversario in finale    | Punteggio     |
| 1. | 21 agosto 2011   | JHOPEN, Pieštany                 | Terra rossa | Hilda Melander          | 3-6, 3-6      |
| 2. | 20 luglio 2014   | ITS Cup, Olomouc                 | Terra rossa | Petra Cetkovská         | 6–3, 1–6, 4–6 |
| 3. | 16 agosto 2015   | Advantage Cars Praga Open, Praga | Terra rossa | María Teresa Torró Flor | 3–6, 6(5)-7   |
| 4. | 13 novembre 2016 | Slovak Open, Bratislava          | Cemento (i) | Andreea Mitu            | 2-6, 3-6      |
| 5. | 17 febbraio 2019 | Empire Women's Indoor, Trnava    | Cemento (i) | Isabella Šinikova       | 1-6, 3-6      |
| 6. | 23 giugno 2019   | Macha Lake Open, Staré Splavy    | Terra rossa | Barbora Krejčíková      | 2-6, 3-6      |
| 7. | 28 luglio 2019   | Advantage Cars Praga Open, Praga | Terra rossa | Tamara Korpatsch        | 5-7, 3-6      |

### Doppio

#### Vittorie (2)
| Torneo $100.000 (0) |
| Torneo $80.000 (0)  |
| Torneo $75.000 (0)  |
| Torneo $60.000 (0)  |
| Torneo $50.000 (0)  |
| Torneo $25.000 (1)  |
| Torneo $15.000 (0)  |
| Torneo $10.000 (1)  |

| N. | Data           | Torneo                      | Superficie  | Compagna         | Avversarie in finale           | Punteggio |
| 1. | 5 aprile 2014  | Tennis Organisation, Adalia | Cemento     | Chantal Škamlová | Melis Sezer İpek Soylu         | 6-2, 6-1  |
| 2. | 27 giugno 2014 | Siofok Open, Siófok         | Terra rossa | Chantal Škamlová | Martina Borecka Petra Krejsová | 6-1, 6-3  |

#### Sconfitte (1)
| Torneo $100.000 (0) |
| Torneo $80.000 (0)  |
| Torneo $75.000 (0)  |
| Torneo $60.000 (0)  |
| Torneo $50.000 (0)  |
| Torneo $25.000 (0)  |
| Torneo $15.000 (0)  |
| Torneo $10.000 (1)  |

| N. | Data           | Torneo              | Superficie  | Compagna      | Avversarie in finale            | Punteggio |
| 1. | 6 ottobre 2012 | Salona Open, Salona | Terra rossa | Michaela Boev | Lenka Juríková Chantal Škamlová | 5-7, 4-6  |

## Risultati in progressione
| Sigla | Risultato               |
| ----- | ----------------------- |
| V     | Vincitore               |
| F     | Finalista               |
| SF    | Semifinalista           |
| O     | Oro olimpico            |
| A     | Argento olimpico        |
| SF    | Bronzo olimpico         |
| QF    | Quarti di Finale        |
| 4T    | Quarto turno            |
| 3T    | Terzo turno             |
| 2T    | Secondo turno           |
| 1T    | Primo turno             |
| RR    | Round Robin             |
| LQ    | Turno di qualificazione |
| A     | Assente                 |
| ND    | Non disputato           |

| Legenda superfici    |
| -------------------- |
| Cemento              |
| Terra battuta        |
| Erba                 |
| Superficie variabile |

### Singolare
| Tornei del Grande Slam |      |      |      |      |
| Torneo                 | 2015 | 2016 | 2017 | V–S  |
| Australian Open        | 2T   | 3T   | 1T   | 3–3  |
| French Open            | 2T   | 1T   | A    | 1–2  |
| Wimbledon              | 2T   | 2T   | 2T   | 3–3  |
| US Open                | 2T   | 2T   |      | 2–2  |
| Vittorie-sconfitte     | 4–4  | 4–4  | 1–2  | 9–10 |

### Doppio
| Tornei del Grande Slam |      |      |      |     |
| Torneo                 | 2015 | 2016 | 2017 | V–S |
| Australian Open        | A    | 1T   | A    | 0–1 |
| French Open            | 1T   | A    | A    | 0–1 |
| Wimbledon              | A    | 1T   | Q1   | 0–1 |
| US Open                | 1T   | 1T   |      | 0–2 |
| Vittorie-sconfitte     | 0–2  | 0–3  | 0–0  | 0–5 |

## Vittorie contro giocatrici Top 10
| Stagione | 2015 | 2016 | Totale |
| Vittorie | 2    | 1    | 3      |

| #    | Giocatrice           | Ranking | Evento                          | Superficie | Turno | Punteggio   | Rank. DAR |
| ---- | -------------------- | ------- | ------------------------------- | ---------- | ----- | ----------- | --------- |
| 2015 |                      |         |                                 |            |       |             |           |
| 1.   | Carla Suárez Navarro | 10      | US Open, New York               | Cemento    | 1T    | 6-1, 7-6(5) | 77        |
| 2.   | Simona Halep         | 2       | Guangzhou Open, Canton          | Cemento    | QF    | 6-4, 6-3    | 74        |
| 2016 |                      |         |                                 |            |       |             |           |
| 3.   | Angelique Kerber     | 2       | Indian Wells Open, Indian Wells | Cemento    | 2T    | 7-5, 7-5    | 74        |